# Фёдорова, Галина Николаевна
Галина Николаевна Фёдорова — советский хозяйственный и политический деятель.

## Биография
Родилась в 1946 году в деревне Хмелевка. Член КПСС.
В 1963—2001 гг. — маляр строительного управления № 227, маляр СУ-228, бригадир комсомольско-молодёжной бригады имени Героя Советского Союза снайпера Н. В. Ковшовой отделочников (маляров) специализированного строительного управления отделочных работ № 230, бригадир маляров СУ-247 треста № 48 «Новгородстрой» Министерства строительства СССР.
Указами Президиума Верховного Совета СССР от 4 марта 1976 года и 19 марта 1981 года награждена орденами Трудовой Славы 3-й и 2-й степени.
Указом Президиума Верховного Совета СССР от 9 июля 1986 года награждена орденом Трудовой Славы 1-й степени, став полным кавалером ордена Трудовой Славы.
Избиралась депутатом Верховного Совета РСФСР 11-го созыва. Делегат XXVII съезда КПСС.
Живёт в Великом Новгороде.